# 王珙 (唐朝)
王珙（9世纪—899年），晚唐军阀，於光启三年（887年）继承其父王重盈控制保义镇，直至光化二年（899年）过世。

## 生平

### 家世
王珙早年经历几无记载，生年不详，系王重盈的次子。年轻时有俊气，文武全才，性格很骄傲暴虐。大约光启二年（886年），王珙在利州刺史任上为壁州刺史王建所攻，弃城而去。三年（887年），其父王重盈任陕虢（即后来的保义）节度使，叔父王重荣为护国节度使时，王重荣被部下牙将常行儒所杀。不久，唐僖宗任王重盈为护国节度使，王珙为权知陕虢留后，确保两镇仍在王氏控制下。

### 作为保义节度使
大顺元年（890年）十二月，唐昭宗讨伐河东节度使李克用兵败，寻求和解，左仆射韦昭度上表赞成，并建议也对王珙进行谕旨慰勉，获准。
乾宁二年（895年）正月，王重盈卒。这时已被称为保义节度使的王珙觊觎护国军。但护国军拥立他的堂弟王珂继任。王珂是王珙的伯父王重简的儿子，被王重荣养为己子。二月，王珙及其弟绛州刺史王瑶反对，攻王珂，还写信给大军阀宣武军节度使朱全忠，称王珂是仆人而不是王氏亲子，而朱全忠的主要敌手也是王珂岳父的李克用则支持王珂。
唐昭宗试图派中使调解，但调解不成功。王珙、王瑶无力压倒王珂，三月，请求昭宗另派护国节度使，昭宗最初任宰相崔胤为护国节度使。王珙、王瑶与王珂交兵时，被李克用养侄衙内指挥使李嗣昭与李克用亲将史俨、散将刘训等反攻到陕州。在李克用坚持下，昭宗任王珂为护国节度使，崔胤没有赴任。王珙送礼说服静难军节度使王行瑜、凤翔节度使李茂贞、镇国军节度使韩建称王珂系螟蛉之子不宜袭节度使，提议作对换，任王珙于护国军，任王珂于保义军，但昭宗以已答应李克用所求为由拒绝了。王行瑜、李茂贞、韩建为请求遭拒感到羞耻，五月，王珙派人对三节度使说：“王珂不受代而与河东结姻，必对诸公不利，请讨之。”三节度使进军都城长安恫吓昭宗，兵到后，杀了他们认为与自己作对的两位前宰相韦昭度和李磎。昭宗在胁迫下被迫下诏任王珙为护国节度使，王行瑜弟匡国军节度使王行约为保义节度使，王珂为匡国军节度使。
三位军阀的举动引起了李克用的严肃反应，他从河东率军南下准备攻打他们。李克用到绛州，王瑶抵抗。李克用很快败杀王瑶，进军都城，最终败王行瑜，王行瑜出逃中被杀。李克用迫使李茂贞、韩建暂时降顺昭宗。此战后，王珙虽免遭重大影响，却也无力实现接管护国军的目的；他仍留在保义军。
四年（897年）三月，王珙与王珂交战，八月，王珙因军队少，求援于宣武军，在朱全忠部将张存敬、杨师厚协助下再攻护国军，最初在猗氏以南大败王珂，但九月为河东军衙内指挥使李嗣昭、义儿军使李存进率二千骑（一作三千骑）败于猗氏，被擒将三人，宣武军来救，也被李嗣昭所败，王珙等被迫停止对护国军的围攻。光化元年（898年）十月，保义军与万余宣武军再攻护国军，李克用再派李嗣昭、张汉瑜率三千骑助王珂将其击退。
同时，王珙在保义军为政苛暴，多猜忌，残忍好杀，不以生命为意，奢纵聚敛，民不堪命。行经保义军的朝廷官员和冒犯他的人常被杖责、捕杀。如当月，昭宗召前常州刺史王柷回长安，时人认为将被拜为宰相。王柷去长安途经保义军，王珙待以大礼，想以子侄之礼拜见，王柷拒绝，王珙愤而杀了王柷及其家人，抛尸黄河，掠夺其资产衣装，对朝廷称他们翻了船。被严重削弱的朝廷不敢查问。二年（899年），王珙越发暴虐偏执，连妻儿都不免遭其害。王珙斩杀冒犯自己的人，将首级置于座前，谈笑自若，部下为之所苦。这时他因屡败于王珂，势力削弱，部下都怀有叛心，只是出于害怕不敢叛，但也没有斗志。六月，他被变军所杀，士兵推都将李璠继任。五个月后，李璠也死于兵变，陕州都将朱简接管了保义军。

## 身后
王珙死后被赠太师。进士罗衮曾上疏极言王珙不忠不孝、残害本郡、侮辱王室，请求削夺其追赠官爵，且提到王柷以下被王珙所害十人都已得赠官，请求下诏吊祭慰问其家。